# GESIS – Leibniz-Institut für Sozialwissenschaften
GESIS – Leibniz-Institut für Sozialwissenschaften (ehemals Gesellschaft Sozialwissenschaftlicher Infrastruktureinrichtungen) ist ein deutsches Forschungsinstitut auf dem Gebiet der empirischen Sozialwissenschaften. GESIS stellt anderen Forschern Datensätze und Archive zur Verfügung und ist dadurch eine führende Einrichtung der Forschungsinfrastruktur.
GESIS gehört der Leibniz-Gemeinschaft an und wird durch den Bund und die Länder finanziert; Sitz ist Mannheim und Köln.

## Geschichte
Die Vorgängereinrichtung des Datenarchivs bei GESIS wurde 1960 als Zentralarchiv für Empirische Sozialforschung an der Universität zu Köln gegründet und ist damit das älteste seiner Art in Europa.
1986 wurde die Gesellschaft Sozialwissenschaftlicher Infrastruktureinrichtungen als Zusammenschluss von drei rechtlich selbstständigen Instituten gegründet, dem InformationsZentrum Sozialwissenschaften (IZ) in Bonn, dem Zentralarchiv für Empirische Sozialforschung (ZA) in Köln und dem Zentrum für Umfragen, Methoden und Analysen (ZUMA) in Mannheim. GESIS sollte der sozialwissenschaftlichen Forschung ein umfassendes Dienstleistungsangebot zur Verfügung stellen, da seinerzeit „kein ausreichend konsolidiertes und zum Teil auch kein zureichendes Dienstleistungsangebot“ bestand. Im Jahr 2007 wurden die drei Institute dann zu einer Infrastruktureinrichtung verschmolzen und in die Leibniz-Gemeinschaft aufgenommen. Im November 2008 erhielt GESIS daher den Namenszusatz „Leibniz-Institut für Sozialwissenschaften“. Im November 2011 wurden die Standorte Bonn und Köln in Köln, Unter Sachsenhausen 6–8, zusammengelegt.
Im Jahr 2013 wandelte GESIS seine Abteilung Fachinformationen für die Sozialwissenschaften in eine Abteilung für Computational Social Science um. Damit war das Institut europaweit die erste sozialwissenschaftliche Forschungseinrichtung mit einem Schwerpunkt in diesem Bereich. Im Januar 2021 empfahl der Wissenschaftsrat GESIS im Zuge einer weiteren strategischen Erweiterung den Ausbau seines Arbeitsbereiches Computational Social Science zu ermöglichen. GESIS verfüge „aufgrund der wegweisenden Verbindung von Umfragedaten mit digitalen Verhaltensdaten, die wechselseitige Stärken und Schwächen der jeweiligen Datentypen nutzbringend ausgleicht, über ein europaweites Alleinstellungsmerkmal“.

## Forschungsinfrastruktur

### Datensätze
GESIS bietet Zugang zu über 6500 Studien, meist repräsentative Umfragen.
- Der ALLBUS (Allgemeine Bevölkerungsumfrage) dokumentiert Daten zu aktuellen Einstellungen, Verhaltensweisen, zu deren Veränderungen über Zeit sowie zur Sozialstruktur der Bevölkerung in Deutschland.
- Das ISSP (International Social Survey Programme) führt jährlich eine gemeinsame Umfrage zu sozialwissenschaftlich relevanten Themen in knapp 50 Ländern durch.
- Der European Social Survey ist eine sozialwissenschaftliche Umfrage, die soziale Merkmale und politische Einstellungen der Bevölkerung in Europa untersucht.
- Die European Values Study ist eine in 47 Ländern durchgeführte empirische Langzeitstudie mit Daten zu Werten und deren Wandel über die Zeit.
- Die GLES (German Longitudinal Election Study) ist die größte nationale Wahlstudie.
- Die Comparative Study of Electoral Systems ist eine internationale Wahlstudie und integriert Daten von Nachwahlbefragungen aus rund 40 Ländern.
- Die Daten des Politbarometers erlauben Forschung zu aktuellen und langfristigen Trends bei politischen Themen in Deutschland.
- Das regelmäßig von der Europäischen Kommission in Auftrag gegebene Eurobarometer dokumentiert die Meinungen und Einstellungen zu politischen Themen in den Ländern der EU.
- Das PIAAC (Programme for the International Assessment of Adult Competencies) ist eine OECD-Studie und bietet Daten zum Kompetenzniveau Erwachsener in 24 Ländern.
- Das GESIS Panel ist eine Panelbefragung, die von GESIS seit 2013 regelmäßig online und offline durchgeführt wird.

### Archive
Mit der Zusammenstellung sozialwissenschaftlicher Items und Skalen beheimatet GESIS außerdem ein Open-Access-Repositorium für sozial- und verhaltenswissenschaftliche Messinstrumente (z. B. Tests, Skalen, Indizes). Das Social Science Open Access Repository bietet darüber hinaus freien Zugang zu 61.000 Volltexten (Stand: März 2021).
Folgende Forschungsdatenzentren (FDZ) bei GESIS sind durch den RatSWD akkreditiert: FDZ ALLBUS, FDZ German Microdata Lab, FDZ International Survey Programmes, FDZ PIAAC sowie das FDZ Wahlen.

## Eigene Forschung
GESIS forscht nach eigenen Angaben in den vier Bereichen Umfragemethodik, Forschungsdatenmanagement, aktuelle gesellschaftliche Fragen und Angewandte Informatik sowie innerhalb deren Schnittmengen.
Als Mitglied der Leibniz-Gemeinschaft unterhält GESIS institutionelle und projektbezogene Kooperationen zu anderen Instituten der Leibniz-Gemeinschaft und ist an den drei Leibniz-Forschungsverbünden Infections‘21, Krisen einer globalisierten Welt und Science 2.0, sowie am Forschungsnetzwerk Bildungspotenziale (LERN) beteiligt.

## Zeitschriften
Die GESIS-Zeitschriften beinhalten Beiträge zur Empirischen Sozialforschung mit diachronen Perspektiven (Historische Sozialforschung (HSR)), zu quantitativen Methoden, insbesondere Methoden der Umfrageforschung (methods, data, analyses – mda) und bis 2020 zu Sozialberichterstattung (Informationsdienst Soziale Indikatoren – ISI).
Als interdisziplinäre Transferzeitschrift gibt GESIS easy_social_sciences heraus.
Gemeinsam von FORS und GESIS wird die Online-Zeitschrift Survey Methods: Insights from the Field herausgegeben.

## Organisation
GESIS ist ein eingetragener Verein. Satzungsgemäßer Vorstand ist der Präsident. Weitere Organe sind die Mitgliederversammlung, das Kuratorium als Aufsichtsgremium, sowie Wissenschaftlicher Beirat und Nutzerbeirat.

### Präsidenten seit Aufnahme in Leibniz-Gemeinschaft
- Wolfgang Jagodzinski (2007–2008)[8]
- Hans Rattinger (2008–2009)[9]
- York Sure-Vetter (2009–2015)[10]
- Christof Wolf (2015 ernannt)[11]

### Binnenstruktur
GESIS gliedert sich in sechs wissenschaftliche Abteilungen, welche die forschungsbasierten Dienstleistungen erbringen und jeweils von gemeinsam berufenen wissenschaftlichen Leitungen geführt werden:
- Computational Social Science (CSS)
- Data and Research on Society (DRS)
- Data Services for the Social Sciences (DSS)
- Survey Data Curation (SDC)
- Survey Design and Methodology (SDM)
- Knowledge Technologies for the Social Sciences (KTS)

Die Forschungsdatenzentren arbeiten abteilungsübergreifend.

### Vernetzung
GESIS kooperiert durch gemeinsame Berufungen eng mit den Universitäten in Aachen, Düsseldorf, Koblenz-Landau, Köln und Mannheim. Das Institut ist außerdem an folgenden europäischen und internationalen Projekten beteiligt: Consortium of European Social Science Data Archives (CESSDA), European Social Survey (ESS), International Social Survey Programme (ISSP), European Values Study (EVS) und Comparative Study of Electoral Systems (CSES).